# Баяракский сельсовет
Баяракский сельсовет — упразднённые административно-территориальная единица и муниципальное образование (сельское поселение) в Белозерском районе Курганской области.
Административный центр — село Баярак.
9 января 2022 года сельсовет был упразднён в связи с преобразованием муниципального района в муниципальный округ.

## История
Баяракский сельсовет образован решением Курганского облисполкома № 489 от 14 декабря 1971 года в результате в результате разукрупнения Скопинского и Першинского сельсоветов Белозерского района Курганской области. С. Баярак и д. Орловка перечислены из Скопинского сельсовета, д. Березово — из Першинского сельсовета.
В соответствии с указом Президента Российской Федерации № 1676 от 9 октября 1993 года Баяракский сельский совет народных депутатов реорганизован в администрацию Баяракского сельсовета.
С 1 января 2004 года администрация Баяракского сельсовета реорганизована в муниципальное учреждение «Администрация Баяракского сельсовета» на основании Устава муниципального образования Баяракский сельсовет.
С 1 января 2006 года муниципальное учреждение «Администрация Баяракского сельсовета» реорганизована в администрацию Баяракского сельсовета в соответствии с федеральным законом от 6 октября 2003 года № 131-ФЗ «Об общих принципах организации местного самоуправления в Российской Федерации».

## Население
| 1989 | 2002 | 2004 | 2010 | 2012 | 2013 | 2014 |
| ---- | ---- | ---- | ---- | ---- | ---- | ---- |
| 999  | ↘568 | ↘559 | ↘376 | ↘365 | ↘334 | ↘319 |
| 2015 | 2016 | 2017 | 2018 | 2019 | 2020 |      |
| ↘305 | ↗306 | ↘299 | ↗307 | ↘287 | →287 |      |

## Состав сельского поселения
| № | Населённый пункт | Тип населённого пункта       | Население |
| - | ---------------- | ---------------------------- | --------- |
| 1 | Баярак           | село, административный центр | ↘272      |
| 2 | Березово         | деревня                      | ↘104      |

## Местное самоуправление
Администрация сельсовета
641352, Курганская область, Белозерский район, с. Баярак, ул. Советская, 1 .